# TPEG
TPEG est une famille de protocoles mis au point par l'association TISA (Travelers Information Services Association) pour l'information liée au trafic routier européen.

## Protocoles
Les protocoles sont:
- TPEG-PTI pour l'information sur les transports publics;
- TPEG-RTM pour les messages sur le trafic routier;
- TPEG-SNI pour l'information sur le service et le réseau.
- TPEG-FPI pour les prix des carburants
- TPEG-PKI pour l'information sur les parkings
- TPEG-TEC pour les évènements sur le trafic routier
- TPEG-TFP pour les délais et les vitesses de circulation
- TPEG-WEA pour les alertes et les prévisions météo sur les villes, les départements ou les régions

## Services proposés

### Allemagne
À l’initiative de la société Mediamobile, le premier bouquet de services d’information trafic national du pays basé sur le protocole TPEG est diffusé via la radio numérique (DAB+). Le service TPEG-TEC (Traffic Event Compact) alerte des événements trafic routier tels que des accidents, travaux et fermetures, tandis que le service TPEG-TFP (Traffic Flow Prediction) indique en temps réel la vitesse de circulation moyenne des véhicules.